# The Brightest Void
The Brightest Void (с англ. — «Яркая пустота») — четвёртый мини-альбом финской певицы Тарьи Турунен вышедший 3 июня 2016 года на лейбле EarMusic. На песни «No Bitter End» и «An Empty Dream» были сняты видеоклипы. В записи альбома приняли участие Майкл Монро и Чад Смит. В альбом вошла новая версия совместной песни Тарьи и Within Temptation — «Paradise (What About Us?)». Кроме того, на альбоме-приквеле присутствует также кавер-версии песен Пола Маккартни «House of Wax» и Shirley Bassey «Goldfinger».
«Сюрприз, сюрприз! Я искренне надеюсь, что „The Brighest Void“ является приятным сюрпризом для каждого из вас. Во время записи песен для моего нового альбома „The Shadow Self“ я поняла, что есть ещё очень много композиций, которые дороги для меня. И тогда я решила, что не буду держать их для себя и поделюсь всеми моими любимыми песнями с вами, фанатами, которые оказали такую страстную и постоянную поддержку.
„The Brighest Void“ даёт больше, чем первый вкус „The Shadow Self“; это цельный альбом с девятью песнями! Я уверена, что каждый из вас почувствует, как эти два альбома переплетены между собой, но в то же время это две различные пластинки, которые стоят сами по себе. Я надеюсь, что релиз приквела подсластит ожидание до августа и вам понравятся все эти песни так же, как и мне. Я представлю песни с этих двух альбомов уже этим летом, на фестивалях, а также в моём собственном туре немного позже» Архивная копия от 15 августа 2016 на Wayback Machine

## Список композиций
| №  | Название                                       | Длительность |
| -- | ---------------------------------------------- | ------------ |
| 1. | «No Bitter End»                                | 3:49         |
| 2. | «Your Heaven And Your Hell»                    | 5:34         |
| 3. | «Eagle Eye»                                    | 5:01         |
| 4. | «An Empty Dream»                               | 5:02         |
| 5. | «Witch Hunt»                                   | 5:16         |
| 6. | «Shameless»                                    | 3:42         |
| 7. | «House of Wax»                                 | 4:02         |
| 8. | «Goldfinger (main theme James Bond)»           | 4:14         |
| 9. | «Paradise (What About Us) (Within Temptation)» | 5:18         |

| №   | Название       | Длительность |
| --- | -------------- | ------------ |
| 10. | «Into The Sun» | 6:10         |